# Contre-la-montre masculin des juniors aux championnats du monde de cyclisme sur route 2012
Navigation
2011 2013
Le contre-la-montre masculin des juniors aux championnats du monde de cyclisme sur route 2012 a eu lieu le 17 septembre 2012 dans la  province de Limbourg aux Pays-Bas.
Le titre revient au Norvégien Oskar Svendsen.

## Participation
L'épreuve est réservée aux coureurs nés en 1994 et 1995. Comme c'est le cas pour les autres épreuves contre la montre, chaque fédération nationale peut engager deux coureurs partants. Le champion du monde et les champions continentaux sortants du contre-la-montre peuvent être engagés en supplément de ce quota. Trois coureurs danois participent donc à ce contre-la-montre, dont le tenant du titre Mads Würtz Schmidt. Soixante-six coureurs prennent le départ de la course.

## Prix
1 380 euros sont distribués à l'occasion de cette épreuve : 767 euros au premier, 383 au deuxième et 230 au troisième.

## Parcours
Le parcours est long de 26,6 kilomètres. Le départ est situé à Landgraaf et l'arrivée à Fauquemont. Les six derniers kilomètres comprennent deux côtes : le Sibbergrubbe (nl) (2 100 mètres à 4,1 %) et le Cauberg (1 200 mètres à 4,1 %).

## Classement
|                           | Coureur                     | Pays             |    | Temps          |
| ------------------------- | --------------------------- | ---------------- | -- | -------------- |
| Médaille d'or, monde      | Oskar Svendsen              | Norvège          | en | 35 min 34 s 75 |
| Médaille d'argent, monde  | Matej Mohorič               | Slovénie         | +  | 7 s 04         |
| Médaille de bronze, monde | Maximilian Schachmann       | Allemagne        |    | 11 s 83        |
| 4                         | Alexander Morgan            | Australie        |    | 12 s 60        |
| 5                         | Mathias Krigbaum            | Danemark         |    | 13 s 68        |
| 6                         | Nathan Van Hooydonck        | Belgique         |    | 19 s 37        |
| 7                         | Brent Luyckx                | Belgique         |    | 20 s 53        |
| 8                         | Mads Würtz Schmidt          | Danemark         |    | 21 s 75        |
| 9                         | Ryan Mullen                 | Irlande          |    | 26 s 16        |
| 10                        | Taylor Eisenhart            | États-Unis       |    | 26 s 29        |
| 11                        | Gregory Daniel              | États-Unis       |    | 26 s 71        |
| 12                        | Marcus Fåglum               | Suède            |    | 29 s 61        |
| 13                        | Szymon Rekita               | Pologne          |    | 36 s 67        |
| 14                        | Dmitriy Rive                | Kazakhstan       |    | 44 s 34        |
| 15                        | Élie Gesbert                | France           |    | 48 s 24        |
| 16                        | Jan Brockhoff               | Allemagne        |    | 50 s 37        |
| 17                        | Jonathan Dibben             | Royaume-Uni      |    | 50 s 76        |
| 18                        | Peter Mathiesen             | Danemark         |    | 58 s 73        |
| 19                        | Przemysław Kasperkiewicz    | Pologne          |    | 1 min 03 s 15  |
| 20                        | David Per                   | Slovénie         |    | 1 min 06 s 20  |
| 21                        | Viktor Okishev              | Kazakhstan       |    | 1 min 08 s 74  |
| 22                        | Ildar Arslanov              | Russie           |    | 1 min 09 s 15  |
| 23                        | Hayden McCormick            | Nouvelle-Zélande |    | 1 min 10 s 77  |
| 24                        | Lukas Spengler              | Suisse           |    | 1 min 22 s 08  |
| 25                        | José Tito Hernández         | Colombie         |    | 1 min 23 s 23  |
| 26                        | Bruno Maltar                | Croatie          |    | 1 min 25 s 15  |
| 27                        | Óscar González del Campo    | Espagne          |    | 1 min 28 s 60  |
| 28                        | Giacomo Peroni              | Italie           |    | 1 min 30 s 37  |
| 29                        | Mattia Frapporti            | Italie           |    | 1 min 32 s 39  |
| 30                        | Joeri Leijs                 | Pays-Bas         |    | 1 min 32 s 79  |
| 31                        | Nigel Ellsay                | Canada           |    | 1 min 37 s 36  |
| 32                        | Tom Bohli                   | Suisse           |    | 1 min 38 s 11  |
| 33                        | William Muñoz               | Colombie         |    | 1 min 43 s 10  |
| 34                        | Mário Daško                 | Slovaquie        |    | 1 min 45 s 33  |
| 35                        | Tao Geoghegan Hart          | Royaume-Uni      |    | 1 min 51 s 94  |
| 36                        | Leung Chun Wing             | Hong Kong        |    | 1 min 55 s 41  |
| 37                        | Benjamin Perry              | Canada           |    | 1 min 56 s 48  |
| 38                        | Fredrik Ludvigsson          | Suède            |    | 2 min 07 s 02  |
| 39                        | Nick Bain                   | Nouvelle-Zélande |    | 2 min 09 s 62  |
| 40                        | Uladzislau Dubouski         | Biélorussie      |    | 2 min 10 s 07  |
| 41                        | Amund Grøndahl Jansen       | Norvège          |    | 2 min 11 s 30  |
| 42                        | Hiroki Nishimura            | Japon            |    | 2 min 12 s 63  |
| 43                        | Rostyslav Chernysh          | Ukraine          |    | 2 min 13 s 11  |
| 44                        | Haitam Gaiz                 | Maroc            |    | 2 min 18 s 81  |
| 45                        | Michal Schlegel             | Tchéquie         |    | 2 min 27 s 69  |
| 46                        | Aleksandr Riabushenko       | Biélorussie      |    | 2 min 29 s 08  |
| 47                        | Raimondas Rumšas            | Lituanie         |    | 2 min 29 s 73  |
| 48                        | Krists Neilands             | Lettonie         |    | 2 min 31 s 06  |
| 49                        | Rohan du Plooy              | Afrique du Sud   |    | 2 min 32 s 65  |
| 50                        | David Klein                 | Luxembourg       |    | 2 min 36 s 79  |
| 51                        | Pēteris Janevics            | Lettonie         |    | 2 min 36 s 95  |
| 52                        | Maxime Piveteau             | France           |    | 2 min 37 s 54  |
| 53                        | José Luis Rodríguez Aguilar | Chili            |    | 2 min 38 s 94  |
| 54                        | Mantas Petrusevičius        | Lituanie         |    | 2 min 41 s 77  |
| 55                        | Danylo Kondakov             | Ukraine          |    | 2 min 43 s 23  |
| 56                        | Piotr Havik                 | Pays-Bas         |    | 3 min 02 s 32  |
| 57                        | Feritcan Şamlı              | Turquie          |    | 3 min 15 s 18  |
| 58                        | Andrei Calvalsiuc           | Moldavie         |    | 3 min 15 s 75  |
| 59                        | Josip Rumac                 | Croatie          |    | 3 min 17 s 43  |
| 60                        | Abderrahmane Bechlaghem     | Algérie          |    | 3 min 27 s 07  |
| 61                        | Ali Nouisri                 | Tunisie          |    | 3 min 56 s 38  |
| 62                        | Abderrahim Aouida           | Maroc            |    | 4 min 21 s 46  |
| 63                        | Artem Nych                  | Russie           |    | 4 min 26 s 65  |
| 64                        | Abderrahmane Mansouri       | Algérie          |    | 4 min 45 s 41  |
| 65                        | Mohamad Azrul Taufiq Anuar  | Malaisie         |    | 6 min 45 s 83  |
| 66                        | Hamza Fatnassi              | Tunisie          |    | 8 min 45 s 20  |